# Орден заставе Републике Српске
Орден заставе Републике Српске је установљен одлуком Народне скупштине Републике Српске 25. јула 2002. године, то јест допуном система одликовања Републике Српске дефинисаним Уставом Републике Српске у коме се каже: „ордени су јавно државно признање Републике Српске које се додјељује лицима или институцији за изузетне заслуге према држави.”
Орден заставе Републике Српске је основан је у два реда. Први ред је Орден заставе са златним вијенцем, а други ред је Орден заставе са сребрним вијенцем. Орден заставе са златним и сребрним вијенцем додјељује се за рад и изванредне заслуге у послијератном развоју Републике Српске, учвршћењу мира и међународне сарадње, за резултате и достигнућа од ширег значаја и размјера у афирмацији Републике Српске. Девиза Ордена је: „Онај који свијетли људима и сам мора бити свјетлост”.

### Изглед и траке одликовања
| Изглед одликовања |  |
|                   |  |
| Траке одликовања  |  |
|                   |  |

## Одликовани
Орден заставе са златним вијенцем додијељен је:
- Предрагу Гуги Лазаревићу,[2]
- Јасмини Вујић, Декану Катедре за нуклеарни инжињеринг на америчком Универзитету Беркли, поводом Дана Републике Српске 9. јанура 2013.[3]
- Асоцијацији „Ствараоци Републике Српске”, 2015.[4]
- Академском ансамблу пјесама и игара руске армије „Александар Васиљевић Александров”,2017.[5]
- Марку Павићу, предсједнику ДНС, поводом Дана Републике Српске 9. јануара 2018.[6]
- Петру Иванцову, амбасадору Руске федерације у БиХ, 9. јануара 2019.
- Народном позоришту Републике Српске, 9. јануара 2020.[7]
- Чен Бо, амбасадорке Народне Републике Кине у Босне и Херцеговине и Републици Србији[8][9], 2019
- Александру Вулину, министру одбране Републике Србије 9. јануара 2020.[7]

Орден заставе са сребрним вијенцем додијељен је:
- Рудник жељезне руде Љубија, поводом 100 година рада, а за заслуге и допринос привредном развоју Републике, 2016.[10]
- Хосе Мухика, бивши предсједник Уругваја, 2016.[11]
- Виталију Чуркину, сталну представнику Русије у Уједињеним нацијама, 27. jун 2017.
- Павел Сергејевич Дорохин, депутат Руске думе, 17. новембра 2018.[12]
- Владимиру Николићу, генералном конзулу Републике Србије, 9. јануара 2020.[7]